# Kateřina Pavlovna Ruská
Kateřina Pavlovna Ruská (rusky Екатерина Павловна) (10. května 1788 Carské Selo – 9. ledna 1819 Stuttgart) byla rodem ruská velkokněžna a jako manželka württemberského krále Viléma I. württemberská královna.

## Biografie

### Původ, mládí

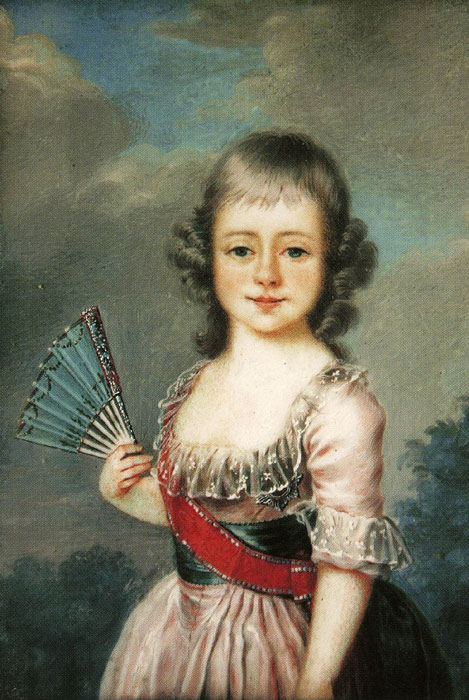
Kateřina Pavlovna jako dítě

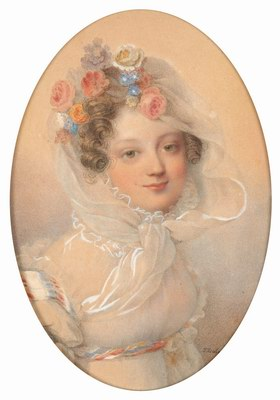
Kateřina Pavlovna na miniatuře od Jeana-Baptiste Isabey z roku 1810

Kateřina Pavlovna se narodila jako šesté dítě/čtvrtá dcera ruského cara Pavla I. a jeho druhé manželky carevny Marie Fjodorovny, narozená jako princezna Sofie Dorota Württemberská. Jméno dostala po své babičce, carevně Kateřině. Měla devět sourozenců a byla sestrou cara Alexandra I.
Kateřinino dětství bylo šťastné, výchova a vzdělání bylo pod starostlivým dohledem její matky. Vynikala mimořádným intelektem a vzděláním, stejně jako nevšední krásou a skvělými organizačními i diplomatickými schopnostmi. Měla hluboký vztah se svým nejstarším bratrem, cesarevičem Alexandrem (pozdějším carem Alexandrem I.) a po celý svůj život udržovala s Alexandrem blízké kontakty; byla nejmilejší sestrou carovou a jednou z nemnoha osob, které bezvýhradně miloval.

### Manželství a potomci
V době napoleonských válek, na Erfurtském kongresu v roce 1808 předložil Alexandrovi I. francouzský diplomat Talleyrand jménem francouzského císaře Napoleona Bonaparte, nedlouho předtím rozvedeného se svou první ženou Josefinou de Beauharnais, návrh na uzavření manželství Napoleona s Kateřinou, čímž chtěl získat Rusko na svou stranu. Rodina Kateřiny byla zaskočena a dotčena, ba uražena a nabídka byla odmítnuta, především na nátlak samotné Kateřiny a její matky. (Někteří historikové se dokonce domnívají, že pyšné odmítnutí "neurozeného tyrana – Korsičana" bylo jednou z hlavních příčin války Napoleona s Ruskem v roce 1812.)
Carevna-vdova místo toho zorganizovala sňatek Kateřiny s oldenburským vévodou Jiřím, druhým synem velkovévody oldenburského Petra I. a ruským generálem a gubernátorem Estonské a Tverské gubernie.

#### První manželství

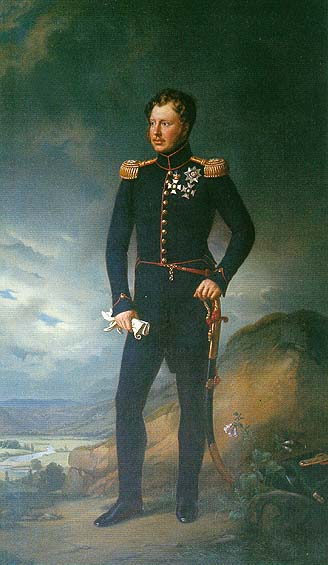
Kateřinin druhý manžel Vilém II. Württemberský

Mimořádně krásná, inteligentní a temperamentní Kateřina Pavlovna se za Jiřího provdala 3. srpna roku 1809. Manželé se usadili v Tveru, městě mezi Moskvou a Petrohradem, kde vedli dvůr, jenž si v ničem nezadal s carským dvorem v Petrohradu. V roce 1812 Kateřina Pavlovna horlivě podporovala odpor svého národa proti Napoleonovu napadení Ruska a postavila celý pluk, který se účastnil všech důležitých bitev této války.
Kateřina byla svému nepříliš přitažlivému manželovi oddaná a její manželství bylo spořádané, mělo však krátkého trvání, neboť 15. prosince roku 1812 zemřel Jiří na břišní tyfus. Z jejich manželství se narodili dva synové:
- Petr Jiří Pavel Alexandr Oldenburský (30. srpna 1810 – 16. listopadu 1829)
- Konstantin Fridrich Petr Oldenburský (26. srpna 1812 – 14. května 1881), vévoda oldenburský, ⚭ 1837 Tereza Nasavsko-Weilburská (17. dubna 1815 – 8. prosince 1871)

Ovdovělá Kateřina Pavlovna odcestovala spolu se svým bratrem Alexandrem do Anglie, aby se setkali s princem regentem Jiřím a poté do Vídně, kde se účastnili vídeňského kongresu; Kateřina nebyla bez vlivu na jeho průběh; stejně tak výrazně napomohla realizaci sňatku své nejmladší sestry Anny Pavlovny s následníkem nizozemského trůnu, oranžským princem Vilémem.

#### Druhé manželství
V Anglii se setkala poprvé s württemberským princem Vilémem. Mezi oběma mladými lidmi vznikla láska na první pohled. Vilém však byl již ženatý s Karolinou Augustou Bavorskou (manželství bylo bezdětné a platilo za nešťastné), učinil však první kroky k jeho rozvodu a v srpnu 1814 bylo jeho manželství s Karolinou Augustou württemberským soudem rozloučeno a roku 1815 papežem Piem VII. anulováno. (Karolina Augusta se posléze 24. září 1816 stala čtvrtou manželkou rakouského císaře Františka I.; i toto její manželství zůstalo bezdětné, bylo však šťastné a spokojené a Karolína se láskyplně starala o všechny své nevlastní děti).
Vilém a Kateřina se vzali 24. ledna roku 1816 v Sankt Petěrburgu. Z jejího druhého manželství se narodily dvě dcery:
- Marie Frederika Šarlota (30. října 1816 – 4. ledna 1887), ⚭ 1840 hrabě Alfred von Neipperg (1807–1865)
- Žofie Frederika Matylda (17. června 1818 – 3. června 1877), ⚭ 1839 Vilém III. Nizozemský (19. února 1817 – 23. listopadu 1890), lucemburský velkovévoda, limburský vévoda a nizozemský král od roku 1849 až do své smrti

Nedlouho po jejich sňatku nastoupil Vilém po smrti svého otce na württemberský trůn a Kateřina se stala württemberskou královnou. Aktivně se podílela na charitativní práci ve své nové vlasti, horlivě se starala o vzdělání lidu a zakládala různé společensky prospěšné instituce.
Zemřela neočekávaně v jedenatřiceti letech v lednu roku 1819 na zápal plic při růži. Po její smrti vystavěl král Vilém v Rotenbergu u Stuttgartu Württemberské mauzoleum, které věnoval její památce. Pochována byla v kostele sv. Kateřiny na vrchu Rottenberg ve Stuttgartu.
Vilém se po roce znovu oženil se svou sestřenicí Pavlínou Württemberskou.

## Vývod z předků
|                     |                                       |  |                                           |                                        |  |  |  |  |  |  |  | Frederik IV. Holštýnsko-Gottorpský |
|                     |                                       |  |                                           |                                        |  |  |  |  |  |  |  |                                    |
|                     | Karel Fridrich Holštýnsko-Gottorpský  |  |                                           |                                        |  |  |  |  |  |  |  |                                    |
|                     |                                       |  |                                           |                                        |  |  |  |  |  |  |  |                                    |
|                     |                                       |  |                                           | Hedvika Žofie Švédská                  |  |  |  |  |  |  |  |                                    |
|                     |                                       |  |                                           |                                        |  |  |  |  |  |  |  |                                    |
|                     | Petr III. Ruský                       |  |                                           |                                        |  |  |  |  |  |  |  |                                    |
|                     |                                       |  |                                           |                                        |  |  |  |  |  |  |  |                                    |
|                     |                                       |  |                                           | Petr I. Veliký                         |  |  |  |  |  |  |  |                                    |
|                     |                                       |  |                                           |                                        |  |  |  |  |  |  |  |                                    |
|                     | Anna Petrovna                         |  |                                           |                                        |  |  |  |  |  |  |  |                                    |
|                     |                                       |  |                                           |                                        |  |  |  |  |  |  |  |                                    |
|                     |                                       |  |                                           | Kateřina I. Ruská                      |  |  |  |  |  |  |  |                                    |
|                     |                                       |  |                                           |                                        |  |  |  |  |  |  |  |                                    |
|                     | Pavel I. Ruský                        |  |                                           |                                        |  |  |  |  |  |  |  |                                    |
|                     |                                       |  |                                           |                                        |  |  |  |  |  |  |  |                                    |
|                     |                                       |  |                                           | Jan Ludvík I. Anhaltsko-Dornburský     |  |  |  |  |  |  |  |                                    |
|                     |                                       |  |                                           |                                        |  |  |  |  |  |  |  |                                    |
|                     | Kristián August Anhaltsko-Zerbstský   |  |                                           |                                        |  |  |  |  |  |  |  |                                    |
|                     |                                       |  |                                           |                                        |  |  |  |  |  |  |  |                                    |
|                     |                                       |  |                                           | Kristýna ze Zeutschu                   |  |  |  |  |  |  |  |                                    |
|                     |                                       |  |                                           |                                        |  |  |  |  |  |  |  |                                    |
|                     | Kateřina II. Veliká                   |  |                                           |                                        |  |  |  |  |  |  |  |                                    |
|                     |                                       |  |                                           |                                        |  |  |  |  |  |  |  |                                    |
|                     |                                       |  |                                           | Kristián August Holštýnsko-Gottorpský  |  |  |  |  |  |  |  |                                    |
|                     |                                       |  |                                           |                                        |  |  |  |  |  |  |  |                                    |
|                     | Johana Alžběta Holštýnsko-Gottorpská  |  |                                           |                                        |  |  |  |  |  |  |  |                                    |
|                     |                                       |  |                                           |                                        |  |  |  |  |  |  |  |                                    |
|                     |                                       |  |                                           | Albertina Frederika Bádensko-Durlašská |  |  |  |  |  |  |  |                                    |
|                     |                                       |  |                                           |                                        |  |  |  |  |  |  |  |                                    |
| 'Kateřina Pavlovna' |                                       |  |                                           |                                        |  |  |  |  |  |  |  |                                    |
|                     |                                       |  |                                           |                                        |  |  |  |  |  |  |  |                                    |
|                     |                                       |  | Fridrich Karel Württembersko-Winnentalský |                                        |  |  |  |  |  |  |  |                                    |
|                     |                                       |  |                                           |                                        |  |  |  |  |  |  |  |                                    |
|                     | Karel Alexandr Württemberský          |  |                                           |                                        |  |  |  |  |  |  |  |                                    |
|                     |                                       |  |                                           |                                        |  |  |  |  |  |  |  |                                    |
|                     |                                       |  |                                           | Eleonora Juliana Braniborsko-Ansbašská |  |  |  |  |  |  |  |                                    |
|                     |                                       |  |                                           |                                        |  |  |  |  |  |  |  |                                    |
|                     | Fridrich II. Evžen Württemberský      |  |                                           |                                        |  |  |  |  |  |  |  |                                    |
|                     |                                       |  |                                           |                                        |  |  |  |  |  |  |  |                                    |
|                     |                                       |  |                                           | Anselm František Thurn-Taxis           |  |  |  |  |  |  |  |                                    |
|                     |                                       |  |                                           |                                        |  |  |  |  |  |  |  |                                    |
|                     | Marie Augusta Thurn-Taxis             |  |                                           |                                        |  |  |  |  |  |  |  |                                    |
|                     |                                       |  |                                           |                                        |  |  |  |  |  |  |  |                                    |
|                     |                                       |  |                                           | Marie Ludovika Lobkovicová             |  |  |  |  |  |  |  |                                    |
|                     |                                       |  |                                           |                                        |  |  |  |  |  |  |  |                                    |
|                     | Žofie Dorota Württemberská            |  |                                           |                                        |  |  |  |  |  |  |  |                                    |
|                     |                                       |  |                                           |                                        |  |  |  |  |  |  |  |                                    |
|                     |                                       |  |                                           | Filip Vilém Braniborsko-Schwedtský     |  |  |  |  |  |  |  |                                    |
|                     |                                       |  |                                           |                                        |  |  |  |  |  |  |  |                                    |
|                     | Fridrich Vilém Braniborsko-Schwedtský |  |                                           |                                        |  |  |  |  |  |  |  |                                    |
|                     |                                       |  |                                           |                                        |  |  |  |  |  |  |  |                                    |
|                     |                                       |  |                                           | Jana Šarlota Anhaltsko-Desavská        |  |  |  |  |  |  |  |                                    |
|                     |                                       |  |                                           |                                        |  |  |  |  |  |  |  |                                    |
|                     | Bedřiška Braniborsko-Schwedtská       |  |                                           |                                        |  |  |  |  |  |  |  |                                    |
|                     |                                       |  |                                           |                                        |  |  |  |  |  |  |  |                                    |
|                     |                                       |  |                                           | Fridrich Vilém I.                      |  |  |  |  |  |  |  |                                    |
|                     |                                       |  |                                           |                                        |  |  |  |  |  |  |  |                                    |
|                     | Žofie Dorota Pruská                   |  |                                           |                                        |  |  |  |  |  |  |  |                                    |
|                     |                                       |  |                                           |                                        |  |  |  |  |  |  |  |                                    |
|                     |                                       |  |                                           | Žofie Dorotea Hannoverská              |  |  |  |  |  |  |  |                                    |
|                     |                                       |  |                                           |                                        |  |  |  |  |  |  |  |                                    |